# Pauline Léon
Pour les articles homonymes, voir Léon.
Pauline Léon, née le 18 septembre 1768 à Paris (paroisse Saint-Séverin), morte le 5 octobre 1838 à La Roche-sur-Yon (département de la Vendée), est une personnalité de la Révolution française. Elle participe à la prise de la Bastille. Elle est pétitionnaire pour l'armement des femmes. Elle fonde en mai 1793 avec Claire Lacombe, la Société des citoyennes républicaines révolutionnaires, cercle exclusivement féminin. Elle épouse Théophile Leclerc du groupe des Enragés.

## Biographie

### Enfance
Pauline Léon est la fille de Mathurine Télohan et d'un fabricant de chocolat, Pierre-Paul Léon, mort en 1784.
Elle est l'ainée de 5 enfants et aide dès l'âge de 16 ans sa mère à tenir le commerce et à entretenir sa famille.

### Pendant la révolution française
Pauline Léon est présente le 14 juillet 1789 lors de la prise de la Bastille.
Dès février 1791, elle fréquente plusieurs sociétés : le club des cordeliers (jusqu'en 1794), la Société fraternelle des patriotes de l'un et l'autre sexe, ou elle côtoie Jean-François Varlet et Louise Robert, et la Société de Mucius Scaevola.
Le 6 mars 1792, elle se rend à la tête d'une députation de citoyens à la barre de l'Assemblée Législative, où elle lit une adresse signée par 320 Parisiennes demandant la permission d'organiser une garde nationale féminine. En décembre 1792, elle signe la pétition de la Société patriotique du Luxembourg qui réclame la mort du roiet entre octobre 1792 et septembre 1793, elle appuie au moins 7 candidatures.  

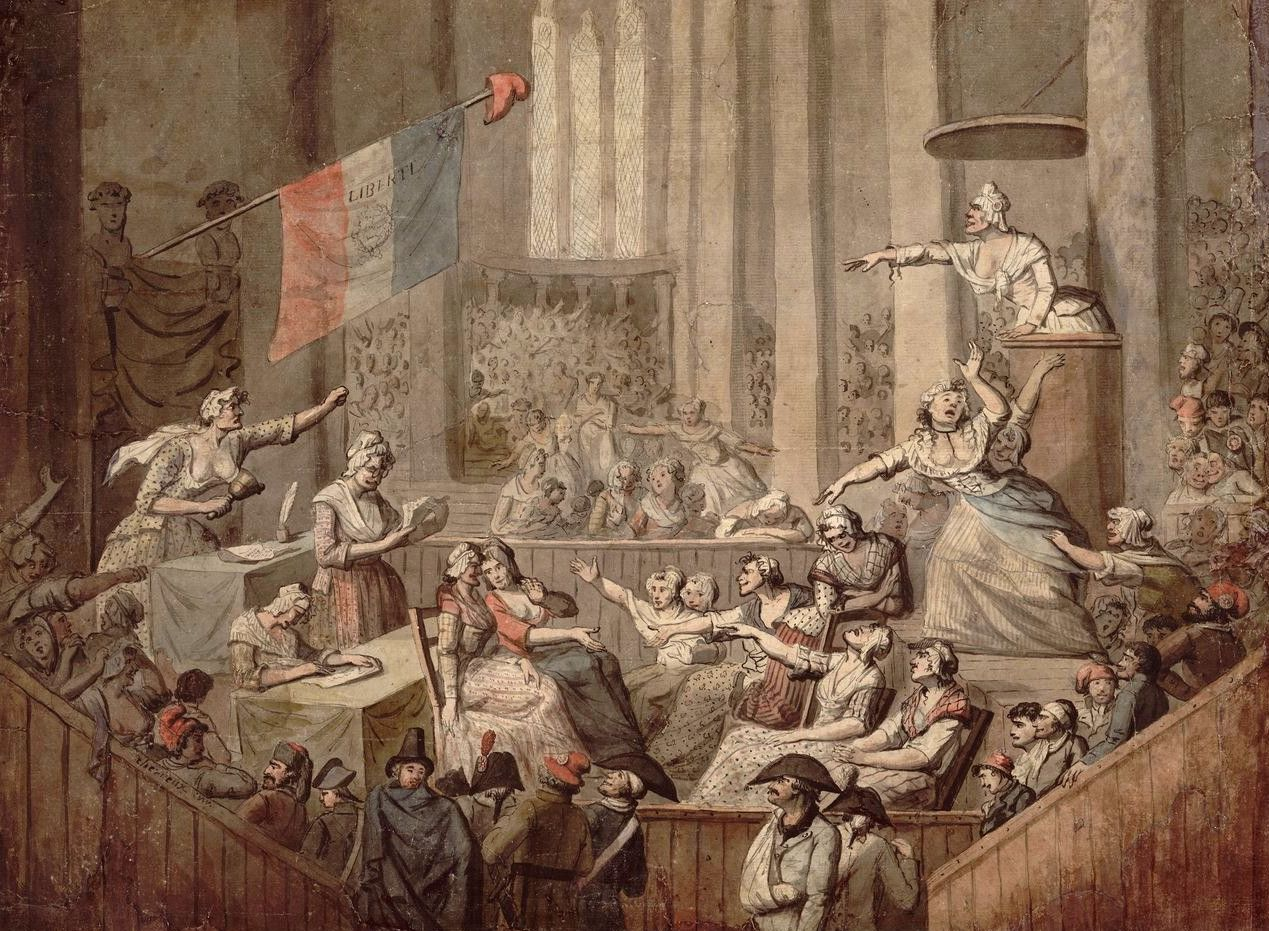
Club des femmes patriotes dans une église, dessin de Chérieux, 1793, Paris, BNF.

Le 13 mai 1793, elle fonde avec Claire Lacombe la Société des républicaines révolutionnaires. Le 2 juin 1793, elle conduit une délégation de Citoyennes républicaines révolutionnaires qui souhaitent être admises à la Convention. Le 20 juillet 1793, elle signe une délibération de la Citoyennes républicaines révolutionnaires qui demande l'érection d'un obélisque à la mémoire de Marat, sur la place du Carrousel. Le 30 octobre, toutes les sociétés de femmes sont dissoutes par la Convention.
En novembre 1793, elle épouse Jean-Théophile Leclerc, du groupe des Enragés, et déclare reprendre le commerce de chocolat familial. Le 17 mars 1794, elle se rend à La Fère, où son époux est mobilisé. C'est là qu'ils sont arrêtés le 3 avril, sur ordre du Comité de sûreté générale, sous l'accusation d'hébertisme. Ramenés à Paris, ils sont écroués à la prison du Luxembourg le 6 avril.

### Sous l'Empire
De leur union naît un fils, Pierre Leclerc, le 27 fructidor an III (13 septembre 1795). 
Après le 9 Thermidor, elle cherche un appui auprès de Tallien, qu'elle a connu en 1792 et à qui elle écrit le 18 thermidor (5 août). Le surlendemain, Jean-Théophile Leclerc et son codétenu, Pierre-François Réal, sont amenés devant le Comité de sûreté générale. Pierre-François Réal est libéré immédiatement, Pauline Léon et Jean-Théophile Leclerc le 22 août. Ils sont à Lyon en 1798.
En 1804, son frère, François Léon, est arrêté et détenu trois mois et demi pour avoir, avec un nommé Sornet, rédigé et collé des papillons hostiles à Bonaparte. Dans son dossier se trouve une lettre de Pauline Léon datée du 22 juillet 1804 et adressée à Pierre-François Réal, devenu l’un des responsables de la Police générale, dans laquelle elle sollicite l’élargissement de son frère. Cette lettre nous apprend qu’elle exerce alors à Paris la profession d’institutrice. Signée « femme Leclerc », elle indique que Jean-Théophile Leclerc est vivant en 1804 ; mais ce dernier s'est installé à La Nouvelle-Orléans et ne semble plus avoir de contacts avec elle. Il meurt en 1820.
À une date inconnue, entre 1812 et 1835, Pauline Léon s'installe chez sa sœur Marie Reine Antoinette à Bourbon-Vendée, où elle meurt en 1838, rentière, dans sa maison, rue de Bordeaux.

## Œuvres
- Adresse individuelle à l'Assemblée nationale par des citoyennes de la capitale, le 6 mars 1792, imprimée par ordre de l'Assemblée nationale, Paris, Imprimerie nationale, 1792, in-8, 4 pages.
- « Précis de la conduite révolutionnaire d'Anne Pauline Léon, femme Leclerc », rédigé le 4 juillet 1794 au Luxembourg et adressé au Comité de sûreté générale, Archives nationales, Paris, F7 4774/9 dossier Leclerc.

## Hommage
Depuis 2015, l'allée Pauline-Léon, près de la place de la Bastille dans le 11e arrondissement de Paris, porte sa mémoire.
Depuis mars 2016, une voie privée de la ville de Nantes porte son nom.